# Yuji Iida
Yuji Iida (飯田 優二 Iida Yuji?, nacido el 7 de julio de 1992 en Ibaraki) es un exfutbolista japonés. Jugaba de defensa y su único club fue el Mito HollyHock de Japón.

## Trayectoria

### Clubes
| Club           | País  | Año         |
| -------------- | ----- | ----------- |
| Mito HollyHock | Japón | 2011 - 2013 |

## Estadística de carrera

### J. League
| Club           | Año   | J. League | J. League | Copa J. League | Copa J. League | Total | Total |
| Club           | Año   | Part.     | Goles     | Part.          | Goles          | Part. | Goles |
| -------------- | ----- | --------- | --------- | -------------- | -------------- | ----- | ----- |
| Mito HollyHock | 2011  | 1         | 0         | -              | -              | 1     | 0     |
| Mito HollyHock | 2012  | 0         | 0         | -              | -              | 0     | 0     |
| Mito HollyHock | 2013  | 0         | 0         | -              | -              | 0     | 0     |
| Total          | Total | 1         | 0         | 0              | 0              | 1     | 0     |